# 新堂エル
新堂 エル（しんどう エル、7月21日 - ）は、アメリカ合衆国の漫画家。ニューヨーク出身、東京都千代田区在住。主に成人向け漫画を描いている。

## 来歴
父親が日本人、母親がアメリカ人で、国籍はアメリカ合衆国の日系アメリカ人である。ニューヨークで生まれ育ち、子供の頃より日本の漫画やアメリカン・コミックスに慣れ親しむ。特に日本の漫画を読みたいために、日本語の読み書きを覚えたという。中学生か高校生の頃より日本の漫画を参考に、見様見真似で漫画を描き始める。高校生の頃に将来を考え始め、絵を描く事が好きだった事から美術系の大学に進学。大学在学中に同人誌のダウンロードサイトに出会い、「これはマーケットになるのではないか」と考え、本格的に漫画家を志す。大学卒業後、24歳で漫画家を目指して来日し、2006年の夏コミより同人活動を始める。同人活動中に編集者にスカウトされ、2008年、『BUSTER COMIC』（ティーアイネット）7.0掲載の「生殖ルームサービス」にてデビュー。以後、『COMIC MUJIN』（ティーアイネット）などで成人向け漫画を執筆している。

## 作品リスト

### 漫画
いずれも成人向け漫画の単行本。
1. 『晒し愛』 （2010年4月2日発売[3]、ティーアイネット〈MUJINコミックス〉、ISBN 978-4-88774-344-1）
  - 晒し愛 ZERO（描き下ろし）／晒し愛／バリアフリー／晒し愛2／生徒会長は愛され系／晒し愛3／晒し愛4（描き下ろし）
2. 『TSF物語』 （2011年4月8日発売[4]、ティーアイネット〈MUJINコミックス〉、ISBN 978-4-88774-385-4）
  - TSF物語<第1話>／エロは文学！／TSF物語<第2話>／TSF物語<Takumi ＆ Ryo>（描き下ろし）／TSF物語<第3話>／一人ナベ×二人ナベ／TSF物語<最終話>／TSF物語<Forever>（描き下ろし）
3. 『新堂エルの文化人類学』 （2013年11月22日発売[5]、ティーアイネット〈MUJINコミックス〉、ISBN 978-4-88774-500-1）
  - フィールド・ワーク！<第1話>／フィールド・ワーク！<第2話>／フィールド・ワーク！<第3話/前後編>／フィールド・ワーク！<最終話/前中後編>
4. 『純愛イレギュラーズ』 （2014年11月21日発売[6]、ティーアイネット〈MUJINコミックス〉、ISBN 978-4-88774-541-4）
  - デレない／a 乳牛 life／ワントップ少女／デレないFamily／ラッキー♡ゆい／生殖ルームサービス／脆く頑強に
5. 『変身』[7] （2016年5月31日発売[8]、ワニマガジン社〈ワニマガジンコミックススペシャル〉、ISBN 978-4-86269-430-0）
  - 第1話 （COMIC X-EROS #09）
  - 第2話 （COMIC X-EROS #14）
  - 第3話 （COMIC X-EROS #18）
  - 第4話 （COMIC X-EROS #25＋描き下ろし）
  - 第5話 （COMIC X-EROS #29）
  - 第6話 （COMIC X-EROS #38）
  - 最終話 （COMIC X-EROS #41）
6. 『The Pink Album』[9] （2017年12月26日発売[10]、ワニマガジン社〈ワニマガジンコミックススペシャル〉、ISBN 978-4-86269-535-2）
  - 図書館トーク／だめだこのお嬢様 早くなんとかしないと #01, #02／見せてあげよっか？／戦場の花／INCUBUS #01／INCUBUS #02（冒頭2ページは同じ構図だが、雑誌から全面的に改稿された描き下ろし）／INCUBUS #03（描き下ろし）／夏の思い出

### アダルトゲーム
アダルトゲームの原画も手掛けている。
- 『虜囚市場〜罠に嵌められたエルフの女将校〜』 （2011年3月25日発売、Black Lilith）
- 『Monsters Survive 〜負ければモンスターに生殖される〜』 （2012年7月27日発売、Black Lilith）

### カバーイラスト
- 『増補 エロマンガ・スタディーズ「快楽装置」としての漫画入門』 （2014年4月10日発売、著：永山薫、筑摩書房〈ちくま文庫〉、ISBN 978-4-480-43169-1）